# Polska Scalona Nomenklatura Towarowa Handlu Zagranicznego
Polska Scalona Nomenklatura Towarowa Handlu Zagranicznego (PCN) – została opracowana przez ścisłe wykorzystanie systemu Nomenklatury Scalonej (CN), stosowanej w krajach Unii Europejskiej, która stanowi rozwinięcie Zharmonizowanego Systemu Oznaczania i Kodowania Towarów (HS). Jest klasyfikacją sześciopoziomową. Pierwsze cztery poziomy klasyfikacyjne są powtórzeniem układu klasyfikacyjnego przyjętego w HS, pierwszych pięć poziomów stanowi powtórzenie CN, szóstym poziomem jest pozycja dziewięcioznakowa wprowadzona dla potrzeb krajowych. Pozycje niepodlegające podziałowi na poziomie krajowym uzupełniane są cyfrą 0.
Polska Scalona Nomenklatura Towarowa Handlu Zagranicznego (PCN) znajdowała zastosowanie w statystyce i ewidencji handlu zagranicznego oraz dla potrzeb celnych (Jednolity Dokument Administracyjny, Taryfa Celna).
Nomenklatura PCN obowiązywała od roku 1994 do 30 kwietnia 2004 roku. 